# Кизил-Буляк (Туймазинський район)
Кизи́л-Буля́к (рос. Кызыл-Буляк, башк. Ҡыҙылбүләк) — присілок у складі Туймазинського району Башкортостану, Росія. Входить до складу Старотуймазинської сільської ради.
Населення — 76 осіб (2010; 73 у 2002).
Національний склад:
- татари — 54 %
- башкири — 30 %